# Большая Великуша
Большая Великуша — река в России, протекает в Городском округе Семёновский Нижегородской области. Устье реки находится в 142 км по левому берегу реки Керженец. Длина реки составляет 24 км, площадь водосборного бассейна 121 км².
Исток реки в болоте Булатное в 27 км к юго-востоку от города Семёнов. Река течёт на запад по заболоченному лесу, в среднем течении на правом берегу деревня Великуша. Крупнейший приток — Осиновка (правый). Впадает в Керженец выше посёлка Лещёво.

## Данные водного реестра
По данным государственного водного реестра России относится к Верхневолжскому бассейновому округу, водохозяйственный участок реки — Волга от устья реки Ока до Чебоксарского гидроузла (Чебоксарское водохранилище), без рек Сура и Ветлуга, речной подбассейн реки — Волга от впадения Оки до Куйбышевского водохранилища (без бассейна Суры). Речной бассейн реки — (Верхняя) Волга до Куйбышевского водохранилища (без бассейна Оки).
Код объекта в государственном водном реестре — 08010400312110000034783.